# Litus beneficus
Litus beneficus är en stekelart som beskrevs av Meunier 1909. Litus beneficus ingår i släktet Litus och familjen dvärgsteklar.
Artens utbredningsområde är Madagaskar. Inga underarter finns listade i Catalogue of Life.